# بن زرد السفلي (باتاوة)
بن زرد السفلی (بالفارسية: بن‌زرد سفلی) هي قرية تقع في إيران في قسم باتاوة الريفي. يقدر عدد سكانها بـ 883 نسمة .